# Palmira Ventós i Cullell
Palmira Ventós i Cullell née à Barcelone le 6 février 1858 et morte dans cette même ville le 11 novembre 1916, est une écrivaine espagnole, connue également sous le pseudonyme masculin de Felip Palma.

## Biographie
Originaire de l'Empordà, elle passe sa vie à Barcelone. Elle est la belle-sœur de Jaume Massó i Torrents, fondateur de la revue L'Avenç et membre fondateur de l'Institut d'Études Catalanes.
Elle est la tante du poète, dramaturge et cinéaste Josep Massó i Ventós.
Elle collabore à la revue féministe catalane Feminal, illustrée par son ami Modest Urgell, sous le pseudonyme masculin de Felip Palma.
Sa passion est le théâtre. Elle écrit Festa completa (en  français : Fête complète) présenté au Théâtre Principal de Barcelone.